# Tabor Mały
Tabor Mały est une localité polonaise de la gmina de Bralin, située dans le powiat de Kępno en voïvodie de Grande-Pologne.